# Voay robustus
Voay robustus è un coccodrillo estinto, vissuto in Madagascar tra il Pleistocene e l'Olocene. Si pensa che questo animale sia scomparso durante l'estinzione che fece scomparire gran parte della megafauna dell'isola (come l'uccello-elefante Aepyornis e il grande lemure Megaladapis), in seguito all'arrivo degli umani, circa 2000 anni fa.

## Descrizione
La caratteristica più peculiare di Voay era costituita da un paio di “corna” prominenti, che si estendevano nella parte posteriore del cranio. Queste strutture erano costituite da espansioni allargate dell'osso squamosale, ed erano presenti anche in altri coccodrilli estinti, come l'affine Aldabrachampsus. Il muso era corto e alto, più profondo di quello del coccodrillo del Nilo, e anche le zampe erano molto più robuste. Gli osteodermi che costituivano la corazza corporea erano dotati di alte carene e percorrevano l'intera lunghezza dell'animale. Si ritiene che Voay robustus possa aver raggiunto la lunghezza di circa 5 metri e un peso di circa 170 chilogrammi. Queste stime suggeriscono che Voay sia stato il più grande predatore del Madagascar in tempi recenti.

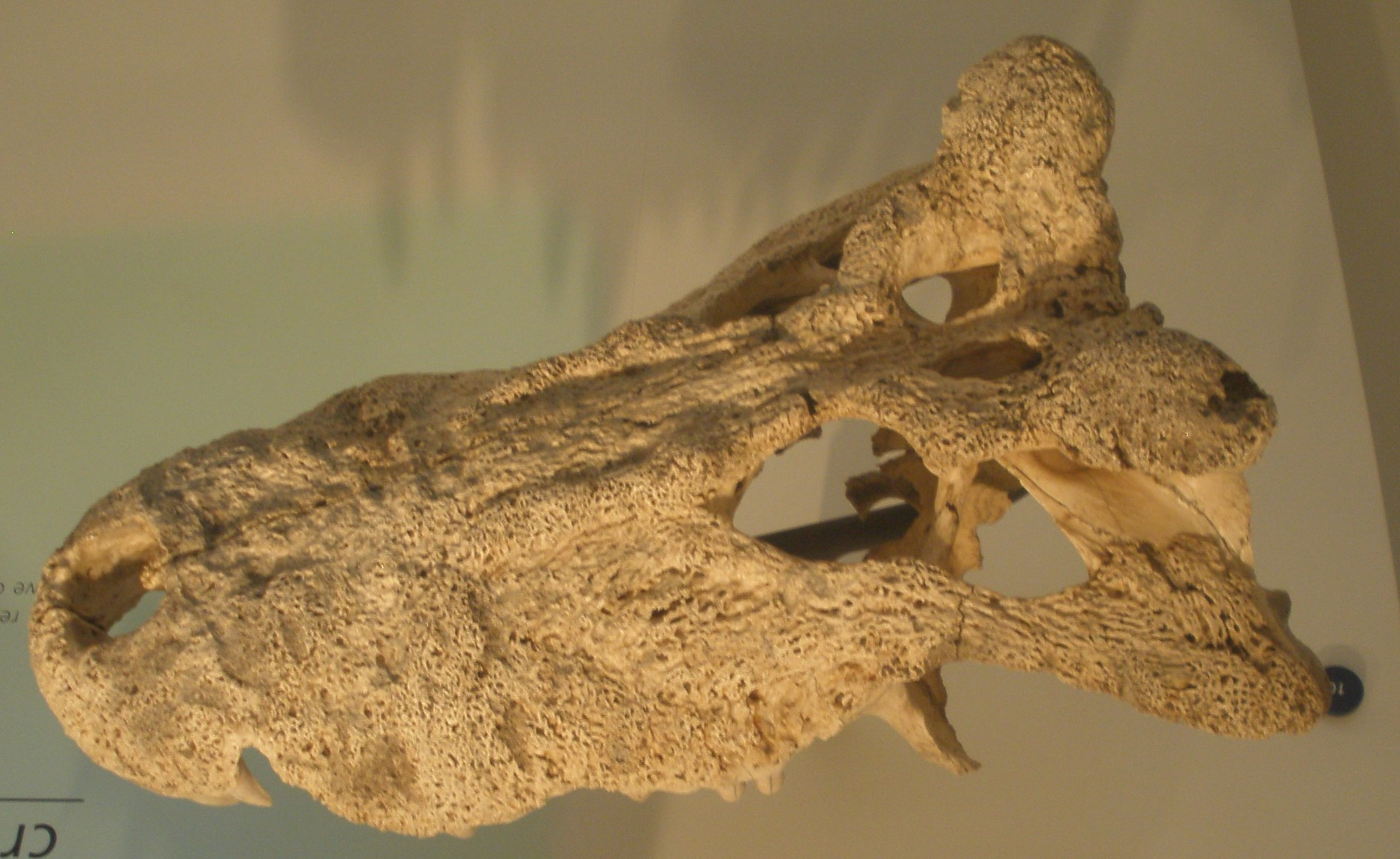
Cranio di Voay robustus

## Classificazione
Quando furono scoperti per la prima volta, nel 1872, i resti di Voay vennero assegnati dapprima al genere Crocodylus. Solo in seguito vennero riscontrate notevoli somiglianze con l'attuale coccodrillo nano (Osteolaemus tetraspis), tra cui una particolare conformazione depressa dell'osso pterigoide. Nel 2007, “Crocodylus” robustus venne quindi ridescritto nel nuovo genere Voay. I resti di questa forma si sono conservati sotto forma di subfossili in numerose località malgasce, come Ambolisatra e Antsirabe.

## Stile di vita
Voay fa parte della caratteristica megafauna del Madagascar, scomparsa completamente con l'estinzione dell'uccello elefante (Aepyornis) avvenuta poche centinaia di anni fa. La taglia e il comportamento di Voay dovevano essere molto simili a quelli dell'attuale coccodrillo del Nilo (Crocodylus niloticus); a causa di queste somiglianze, la competizione intraspecifica fra queste due forme deve essere stata elevatissima, nel caso in cui le due specie fossero coesistite. È stato recentemente proposto che il coccodrillo del Nilo abbia colonizzato l'isola di Madagascar, provenendo dall'Africa, solo dopo l'avvenuta estinzione di Voay.